# Försvarsbeslutet 2009
Försvarsbeslutet 2009 eller  Inriktningspropositionen 2009 (från början Försvarsbeslutet 2008) formellt känd som proposition 2008/09:140 – Ett användbart försvar, var planerat till att fattas av Sveriges riksdag under andra halvan av 2008. Försvarsminister Sten Tolgfors meddelade dock den 9 oktober 2008  att försvarsbeslutet sköts upp till februari/mars 2009, för att en analys av hur Rysslands agerande i Georgienkonflikten påverkar Sveriges försvarsbehov, skulle kunna göras. Försvarsbeslutet kom dock att försenas ytterligare och klubbades inte igenom i riksdagen förrän den 16 juni 2009, där man då beslutade om försvarsmaktens inriktning till år 2014. Den stora förändringen med beslutet var att slopa värnplikten som infördes genom försvarsreformen 1901 och istället ersätts den med anställda eller kontrakterade soldater.

## Försvarsmaktens förslag
Dåvarande ÖB Håkan Syrén lade fram ett förslag fram om hur Försvarsmakten skulle nå balans i ekonomin och hur försvaret skulle se ut kommande femårsperiod. Förslaget innebar bland annat att cirka 2 500 personer under de närmaste åren skulle få lämna sina anställningar inom försvarsmakten. Det innebar också att ett antal förband/verksamheter skulle avvecklas eller omorganiseras.

### Armén
- Arméns jägarbataljon flyttas från Arvidsjaur till Livregementets husarer (K 3) i Karlsborg.
- Stridsvagnsutbildningen upphör vid Norrbottens regemente (I 19) och Södra skånska regementet (P 7).
- Skaraborgs regemente (P 4) i Skövde avvecklas.
- Trängregementet (T 2) flyttas till Halmstad.
- Markstridsskolan (MSS) flyttas till Kvarn.
- Skövde garnison avvecklas.

### Flygvapnet
- Norrbottens flygflottilj (F 21) i Luleå avvecklas

### Marinen
- Sjöstridskompanierna i Göteborg, Härnösand, Karlskrona, Malmö och Visby avvecklas.
- Marinens musikkår i Karlskrona avvecklas

### Hemvärnet
Följande utbildningsgrupper inom hemvärnet föreslogs för avveckling:

- Blekingegruppen, Karlskrona
- BohusDalgruppen, Skredsvik
- Fältjägargruppen, Östersund
- Gävleborgsgruppen, Gävle
- Hallandsgruppen, Halmstad
- Lapplandsjägargruppen, Kiruna
- Norra Smålandsgruppen, Eksjö
- Södermanlandsgruppen, Strängnäs
- Södertörnsgruppen, Berga

## Regeringens förslag
Regeringen meddelade den 13 oktober 2008  att ingen nedläggning av förband kommer att göras genom att försvaret har fått ordning på ekonomin genom att dels skära i materialanslagen fram tom 2011.

### Verksamheter som avbryts
- Renovering och modifiering av stridsfordon 90 och stridsvagn 122
- Taktisk obemannad flygfarkost (TUAV)
- Utveckling Aktivt pansar (AAC)
- Utveckling av granatkastarpansarbandvagn (AMOS)
- Brobandvagn
- Materiel för flygunderstöd av markförband Close Air Support (CAS)
- Luftvärnsrobot korvett Visby
- Produktdefinitionsfas amfibiebataljon
- Halvtidsmodifiering spaningsfartyg
- Utveckling ny gruppbåt
- Produktdefinitionsfas halvtidsmodifiering Stridsbåt 90
- Ny sonarboj
- Vidareutveckling robotsystem 17
- Ledningssystemsutveckling LedsystT
- Materiel till IT-försvarsförband
- Totalförsvarets forskningsinstitut, FOI och Försvarshögskolan, FHS stöd till Nätverksbaserat försvar, NBF

### Verksamheter som reduceras
- Utveckling och anskaffning Stridsledningssystem Bataljon (SLB)
- Utveckling och anskaffning av kommunikationsnod
- Stridsträningsanläggning luftvärn
- Motorredskap
- Kompletteringsanskaffning splitterskyddad terrängbil RG 32
- Utveckling ersättning av undervattensvapen
- Halvtidsmodifiering Stridsbåt 90
- Halvtidsmodifiering minröjningsfartyg typ Styrsö
- Vidmakthålla flygspaningsradar FSR 890 (ASC)
- Saab 39 Gripen, flermålsförmåga samt förmåga till utökad stand-off
- Saab 39 Gripen, återanskaffning ammunition
- Saab 39 Gripen, översyn av planerad vidareutveckling efter 2010
- Basmateriel
- Minskad ambition ledningssystem
- Geografisk informationsförsörjning
- Psykologiska operationer (PSYOPS)

## Försvarsbeslutet 2009
Efter att regeringen meddelade att man ej tillät någon nedläggning av förband, fick försvarsmakten omarbeta sitt förslag till förändringen av försvarsmakten. Rapporten som ÖB lämnade och presenterade för regeringen den 30 januari 2009 innehöll bland annat dagens sex mekaniserade och två lätta bataljoner samt en luftburen och en amfibiebataljon, skulle omformas till åtta stycken manöverbataljoner, dvs en avveckling av två stycken bataljoner vilket skulle medföra att man lämnade en utbildningsplattform, där Södra skånska regementet (P 7) pekades ut som den plattform som skulle kunna avvecklas.
De marina baseringsmöjligheter som skulle behållas var bland annat Gotland, Öresund, Kattegatt och Skagerrak, övriga skulle avvecklas.
Inom flygvapnet skulle senast ett flygplatsområde lämnas senast 2010, vilket blev Uppsala-Ärna flygplats. Beslutet kom dock kom att ändras genom att ÖB Sverker Göranson meddelade den 19 december 2009 att Försvaret behåller sin verksamhet i Uppsala. Vidare utreddes det om att avveckla flygbasbataljonerna vid F 17 Ronneby och F 21 Luleå för att centralisera denna utbildning till Kvarn i Östergötland. Dock meddelade Försvarsmakten den 16 december 2009 att ingen centralisering av utbildningen kommer göras, på grund av att investeringen skulle bli för stor jämfört med de ekonomiska vinsterna vid en centralisering.
Inom Hemvärnet föreslogs att namnet ska bytas till Nationella skyddsstyrkorna och att det ska bestå av 30 bataljoner med 22.000 soldater år 2014. Dock så kommer det totala antalet bataljoner inom hemvärnet uppgå till 40 stycken år 2014, vilket är en reducering från de 60 bataljoner som fanns 2009.
I rapporten framgick det även att försvarsmakten skulle lämna dagens pliktbaserade system och övergå till stående förband, kontraktsförband och Nationella skyddsstyrkor (Hemvärnet) vilka ska svara för beredskap och insatser i Sverige eller i utlandet samt övning och utbildning.
Den 4 maj 2010 sade en majoritet i försvarsutskottet ja till att värnplikten blir vilande och ersätts med en frivillig militär grundutbildning. Den 16 juni 2009 beslutade Sveriges riksdag med röstsiffrorna 153-150 för att Sverige avskaffar den allmänna värnplikten i  fredstid och från den 1 juli 2010 ersätter den med en frivillig grundläggande soldatutbildning. Riksdagen beslutade vidare den 19 maj 2010 att ersätta värnpliktsutbildningen med en frivillig militär grundutbildning.
I mitten av mars kom nya uppgifter inför regeringens proposition. I den kom det fram att regeringen ej valt att gå samma väg som ÖB, utan att man vill införa ett nytt begrepp inom försvarsmakten, mobiliseringsreserv, genom att behålla dagens sex mekaniserade och två lätta bataljoner och utöver detta organisera ytterligare två bataljoner med stridsvagnar och stridsfordon som idag ej används. Totalt sett så är regeringens förslag en 50-procentig ökning av markstridsförbanden jämfört med ÖB:s tidigare förslag. Utöver dessa förslag föreslog regeringen att man förrådställer ett kompani med 14 stycken Stridsvagn 122 på Gotland.

### Försvarets nya inriktning
| ” | Sverige får fler soldater som snabbare kan användas i Sverige och i internationella fredsfrämjande operationer. Uppdelningen mellan en nationell insatsorganisation och en utlandsstyrka upphör. Alla ska kunna tjänstgöra både i Sverige och utomlands. Säkerhet ska byggas gemensamt för de nordiska länderna och EU. Ett långtgående nordiskt samarbete bör utvecklas men Sverige ska fortfarande ha rätten att bestämma över sin operativa förmåga. Riksdagen sa ja till regeringens förslag om försvarets nya inriktning. | „ |

- Hela insatsorganisationen om cirka 50 000 personer ska kunna användas inom en vecka efter beslut om höjd beredskap. I dag kan bara ungefär en tredjedel av den nationella insatsorganisationen användas för insats inom ett år.
- Alla insatsförband ska ha samma förmåga till insats, i och utanför Sverige.
- Enligt Försvarsmaktens förslag ska 28 000 personer finnas i stående och kontrakterade förband.
- Den grundläggande soldatutbildningen ska vara frivillig. Totalförsvarsplikten ska tillämpas när försvarsberedskapen så kräver.
- Hemvärnet förstärks och får en viktigare roll i försvaret av Sverige. Hemvärnet kommer totalt att bestå av 22 000 personer och ingå i insatsorganisationen.
- En ökning sker från tre tillgängliga manöverbataljoner idag, till åtta imorgon.
- Förmågan till fredsfrämjande insatser fördubblas. 1 700 personer kommer att kunna hållas kontinuerligt insatta i insatser internationellt.
- Antalet Gripenplan blir 100 stycken, av C/D-modell.
- Antalet nya helikoptrar ökar successivt.
- Stridsvagn 122 bibehålls och tillgången till splitterskyddade fordon ökar.
- Artilleriet och luftvärnet förblir av dagens storlek.
- Det blir sju korvetter, varav fem av Visbyklass, och antalet ubåtar i insatsorganisationen bibehålls.
- Fyra mekaniserade bataljoner sätts upp i en förbandsreserv. Ett stridsvagnskompani därifrån kommer att finnas i förråd på Gotland.

## Sammanfattning
- Värnplikten blir vilande och ersätts av frivillig rekrytering samt med anställda (GSS/K) eller kontrakterade soldater (GSS/T).
- Försvarsmakten totala numerär blir 50 000 man, där 28 000 ingår insatsförbanden plus hemvärnet med 22 000 personer.
- Höjd beredskap ska inom en vecka kunna intas av samtliga förband ingående i försvarsmakten. Utöver detta tillkommer en reserv på fyra tunga pansarbataljoner, med tre års beredskap.
- Åtta manöverbataljoner blir kärnan i det nya insatsförsvaret. De ska kunna transporteras i Sverige, närområdet och långt borta.
- Ett stridsvagnskompani förrådsställs på Gotland.
- Flygvapnet behåller 100 stycken JAS 39 Gripenplan och lämnar Uppsala-Ärna flygplats 2010. Detta ändrades under våren 2010 till att Försvaret stannar kvar vid flygplatsen.
- Marinen behåller sju korvetter och ubåtar.

| År   | Procent av BNP |
| ---- | -------------- |
| 2010 | 1,2            |
| 2011 | 1,1            |
| 2012 | 1,1            |
| 2013 | 1,1            |
| 2014 | 1,1            |

### Vidare
Vidare har Försvarsmakten arbetat fram en utvecklingsplan (FMUP 2011-2020), där följande organisationsförändringar planeras fram till 2014:
| ” | - Redan beslutad förändring av sjöinfobataljonerna fortsätter. Verksamheten koncentreras till två sjöinfocentraler och samverkanspersonal behålls i Visby. - Centralisering av flygvapnets stridsledningscentraler fortsätter. F 17 Hästveda läggs ned 2014. - Central ledning ska ses över och omorganiseras. - Fyra regionala staber upprättas för ledning av hemvärn/nationella skyddsstyrkor, samverkan med länsstyrelser och verksamhet motsvarande dagens säkerhetssamverkanssektioner. - FM har aviserat att man i den särskilda redovisningen till budgetunderlaget för 2011 (BU11/SR) kommer att hemställa om att få genomföra en vidareutveckling av funktionen gemensam lägesinformation och NOC. - Något verksamhetsställe ska omlokaliseras och samordnas i befintlig garnison. - Reducering motsvarande ett arméregemente. - Reducering motsvarande en flygflottilj. - Reducering med cirka 10 utbildningsgrupper. - Sammanslagning av organisationsenheter. | „ |